# Exorista pilosa
Exorista pilosa là một loài ruồi trong họ Tachinidae.